# Куё, Шарль
Шарль Куё (фр. Charles Kouyos); (10 февраля 1928, Марсель, Франция — 12 декабря 1994, Париж, Франция) — французский борец вольного стиля, бронзовый призёр Олимпийских игр по борьбе 

## Биография
Родился в 1928 году.
Представлял Францию на Олимпийских играх 1948 года, боролся в легчайшем (до 57 килограммов) весе, и завоевал бронзовую медаль Олимпийских игр.
См. таблицу турнира
В 1952 году также участвовал в Олимпийских играх, но после первой встречи снялся с соревнований.
См. таблицу турнира
После окончания спортивной карьеры долгое время работал тренером и спортивным функционером в Федерации вольной борьбы Франции.
Умер в 1994 году.
В память о борце проводится международный турнир Mémorial Charles Kouyos . Именем борца назван дворец спорта в пригороде Парижа.